# زد انرژی
زد انرژی (انگلیسی: Z Energy) شرکت نفت نیوزیلندی است، که در سال ۱۹۱۱ تأسیس شد.